# Melf Grantz

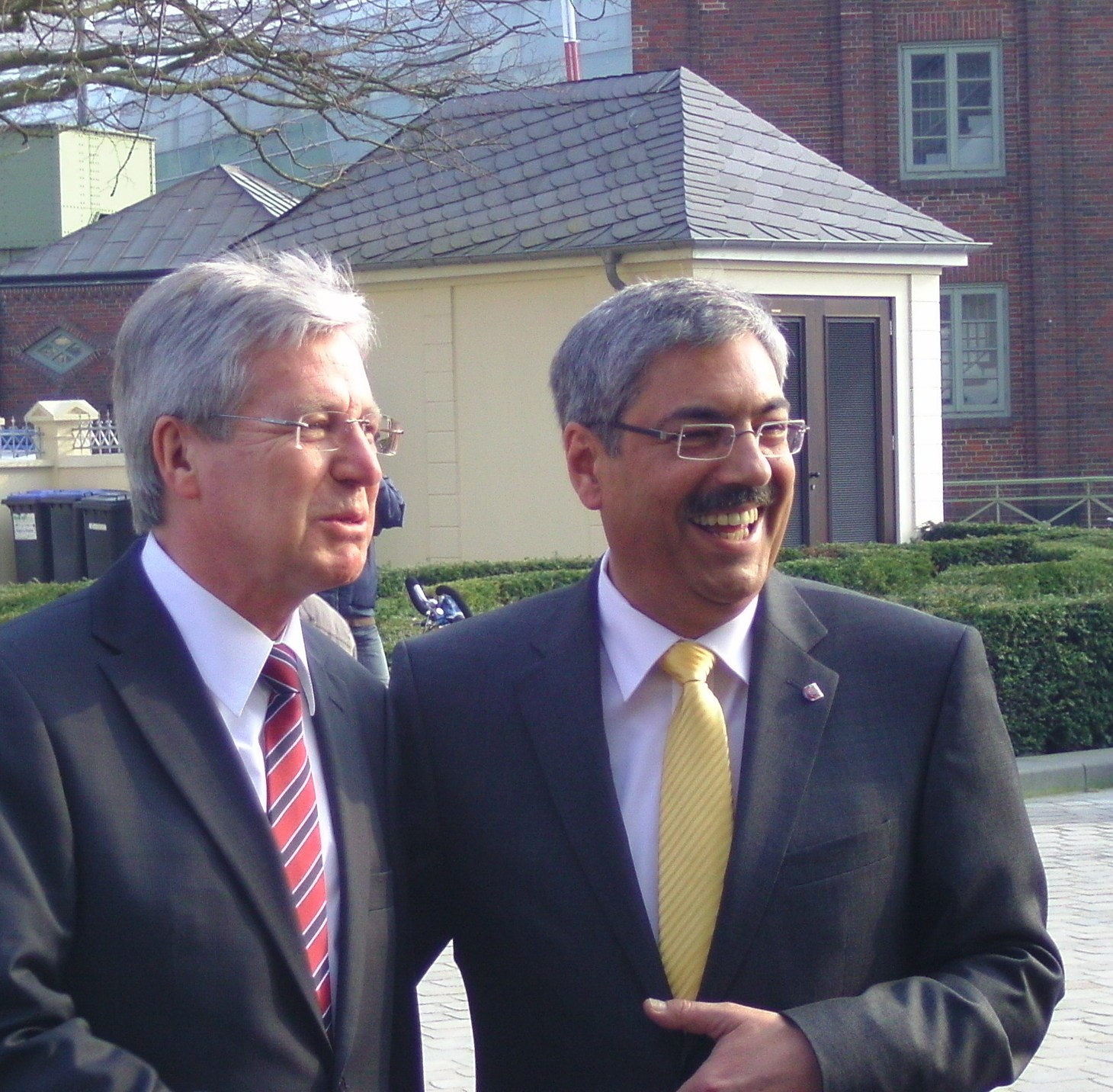
Oberbürgermeister Grantz (rechts) mit dem ehemaligen Präsidenten des Bremer Senats Jens Böhrnsen

Melf Grantz (* 22. Mai 1962 in Bremerhaven) ist seit dem 3. Januar 2011 Oberbürgermeister von Bremerhaven.

## Biografie
Grantz ist der Sohn des Rechtsanwaltes und Politikers (SPD) Wolfgang Grantz. Er besuchte das Schulzentrum Bürgerpark (jetzt: Schulzentrum Carl von Ossietzky) in Bremerhaven. Nach dem Abitur (1981) studierte er in den Jahren 1982 bis 1987 Rechtswissenschaften an der Universität Bremen. Ab 1988 war er als Rechtsanwalt tätig.
Im Jahr 1987 wurde Grantz für die SPD in die Stadtverordnetenversammlung von Bremerhaven gewählt. Von 1990 bis 2002 übte er das Amt eines ehrenamtlichen Stadtrats (Dezernenten) für Jugend und Familie aus. Von 2002 bis 2008 war er Vorsitzender der SPD-Fraktion in der Stadtverordnetenversammlung. Ab dem 1. März 2008 bis zu seiner Ernennung zum Oberbürgermeister von Bremerhaven war er hauptamtlicher Stadtrat für Soziales, Jugend und Familie. Als Oberbürgermeister folgt Grantz seinem Parteikollegen Jörg Schulz, der sich vom 1. Januar 2011 bis zum Ende seiner Amtszeit am 30. November 2011 vom Amt des Oberbürgermeisters beurlauben ließ.
Grantz ist verheiratet und hat zwei Kinder. Er ist Mitglied im Aufsichtsrat der Bremer Lagerhaus-Gesellschaft. Grantz ist Mitglied des Stiftungsrates für das Deutsche Schifffahrtsmuseum. Er ist darüber hinaus Aufsichtsratsvorsitzender verschiedener städtische Gesellschaften (u. a. BIS, Erlebnis, Stäwog) sowie der für den Fischereihafen Bremerhaven zuständigen Landesgesellschaft FBG.
Grantz ist der einzige Oberbürgermeister einer deutschen Großstadt, der nicht direkt gewählt wird, sondern von der Stadtverordnetenversammlung Bremerhavens.